# Charles Claxton
Charles Adolphus Claxton jr. (St. Thomas, 13 dicembre 1970) è un ex cestista americo-verginiano, professionista nella NBA e in Europa.

## Biografia
Anche suo figlio Nicolas Claxton è un cestista.

## Carriera
È stato selezionato dai Phoenix Suns al secondo giro del Draft NBA 1994 (50ª scelta assoluta).